# Cyphellophora pluriseptata
Cyphellophora pluriseptata är en svampart som beskrevs av G.A. de Vries, Elders & Luykx 1986. Cyphellophora pluriseptata ingår i släktet Cyphellophora och familjen Chaetothyriaceae.   Inga underarter finns listade i Catalogue of Life.